# والن (مینه‌سوتا)
والن، مینه‌سوتا (به انگلیسی: Whalan, Minnesota) یک شهر در ایالات متحده آمریکا است که در شهرستان فیلمور واقع شده‌است.

## خصوصیات
والن ۱٫۱۱ کیلومترمربع مساحت و ۶۳ نفر جمعیت دارد و ۲۴۱ متر بالاتر از سطح دریا واقع شده‌است.